# Газопроводи США
Газопроводи США

## Історія
Свою своєрідну історію будівництва газопроводів мають США.
Вперше природний газ газопроводом транспортувався для Фредонії, Нью-Йорк в 1821 році. Поставлявся газ через дерев'яні труби, які не могли забезпечити великі відстані. Згодом, у 1825 р. тут був побудований перший металевий трубопровід із свинцю для подачі газу споживачам.
В кінці 20-х — початку 30-х років на газопровідному транспорті впроваджується ряд технічних нововведень, що сприяло організації далекого транспорту газу. У 1931 р. від родовища Панхепдл були побудовані перші магістральні газопроводи протяжністю понад 1000 км, за якими газ подавався в райони Чикаго і Детройта. При будівництві цих газопроводів застосовувалися труби діаметром не більше 600 мм. Робочий тиск зазвичай не перевищував 35-40 кг / см2, хоча стінки труб були товстими; Останнє пояснювалося необхідністю застосовувати великий запас міцності через недостатньо високу якість труб і зварювальних робіт.
Завдяки будівництву перших далеких газопроводів і зростання використання газового палива в новому газодобувному районі (Південно-Західному центрі) газ до кінця 30-х років займає досить помітне місце в паливно-енергетичному господарстві США. У 1940 р частка газу в загальному виробництві енергії досягала 11,9 %. Проте багато важливих районів, наприклад, все міста Середньо-Атлантичного узбережжя, включаючи Нью-Йорк, взагалі не отримували природного газу; на території головного промислового району США — Індустріального Сходу масштаби його споживання були вельми обмежені. Більшість міст цього району забезпечувалося штучним газом.

## Сучасні газопроводи
У Сполучених Штатах Америки найбільша у світі мережа магістральних трубопроводів. Загальна протяжність магістральних газопроводів США наприкінці 2005 року складала 308 тис. км. Серед магістральних газопроводів США переважають трубопроводи відносно невеликого діаметра. Так, у сумарній протяжності газопроводів близько третини мають діаметри 254 мм і менше. У 2005 році частка газопроводів США діаметром понад 762 мм у загальній протяжності досягала лише 2,1 %.
Газопровідна система США є складною системою трубопроводів, яка транспортує природний газ по всій країні, а також для імпорту та експорту для використання мільйонами людей щодня для їх споживчих та комерційних потреб. По всій країні існує понад 210 трубопровідних систем.
З 48 штатів США, де є газопроводи, найбільшу їх мережу має Техас (58 588 миль), Луїзіана (18 900), Оклахома (18 539), Канзас (15386), Іллінойс (11 900) і Каліфорнія (11 770). Штати з найменшою сумарною протяжністю газопроводів — Вермонт і Нью-Гемпшир.

## Інтернет-ресурси
- Google Earth Map of US pipeline network [Архівовано 1 березня 2018 у Wayback Machine.]